# Saburō Takata
Saburo Takata (高田三郎 Takata Saburō), né le 18 décembre 1913 à Nagoya et mort le 22 octobre 2000, était un compositeur japonais.
Il fut l'élève de Tomojirô Ikenouchi. Il a composé des œuvres orchestrales, vocales, de la musique de chambre et un opéra, "Le loup bleu (Aoki okami)" (par Yasushi Inoue).

## Œuvres principales

### Opéra
- Le loup bleu (créé le 15 octobre 1972 à Tokyo)

### Orchestrales
- Ballad Based on a Folk Song from Yamagata

### Musique de chambre
- Sonate pour violon et piano
- Sonatine pour violoncelle et piano
- Marionette pour quatuor à cordes
- Meditatio pour orgue
- Five Melodies of Japanese Folklore pour flûte, violon et piano

### Piano
- Préludes pour piano
- Five Melodies of Japanese Folklore pour piano

### Musique vocale
- Cantus Mariales Iaponici
- Sentiment du Paris
- The Soul of Water
- Voiceless Lament
- Seasons within the Heart
- Solitary Dialogue
- The Prophecies of Isaia
- Conflict and Peace